# Kara śmierci w Alabamie
Kara śmierci obowiązuje w prawie amerykańskiego stanu Alabama. Do 6 lutego 2025 roku wykonano w nim (od przywrócenia kary śmierci w roku 1976 i wznowienia wykonywania w 1983) 79 egzekucji, co stawia ten stan na 6 miejscu w kraju pod względem największej liczby wykonanych wyroków śmierci. 

## Przed abolicją
- Alabama została przyjęta do Unii 14 grudnia 1819 roku
- Od roku 1812 do 1965 stracono w tym stanie 708 osób
- Dwoje z nich zostało straconych przed nadaniem praw stanowych, 706 później
- Eli Norman był pierwszą osobą straconą w Alabamie,  powieszono go 19 grudnia 1812 roku za morderstwo popełnione w Madison County
- Niewolnica imieniem Patsy, powieszona 10 czerwca 1825 za morderstwo popełnione w hrabstwie Perry, była pierwszą kobietą straconą w Alabamie
- Do roku 1927 wyroki śmierci wykonywane były przez powieszenie. Pierwszy wyrok przy użyciu krześła elektrycznego wykonano 8 kwietnia tego roku, stracono wtedy  Horace'a DeVaughana
- Ostatnią kobietą straconą w Alabamie przed abolicją była 48-letnia trucicielka Rhonda Martin, stracona 11 stycznia 1957 roku
- William Bowen Jr. był ostatnią osobą straconą w Alabamie przed abolicją (15 stycznia 1965)
- Między 1812 a 1965 powieszone zostały 554 osoby, 153 stracone zostały na krześle elektrycznym i jedna rozstrzelana
- W tym okresie stracono 18 kobiet, z których wszystkie, z wyjątkiem dwóch ostatnich, były czarne
- Przed abolicją śmiercią karane było nie tylko morderstwo, ale i gwałt (ostatni wykonany wyrok 4 grudnia 1959), rozbój (ostatni wykonany wyrok 4 września 1964, przedostatnia egzekucja, stracony nazywał się James Coburn) czy podpalenie (w XIX wieku)
- W roku 1965 stanowe sądy uznały karę śmierci za niezgodną z konstytucją

## Po przywróceniu
- Pierwszy wyrok w nowej sytuacji prawnej wykonano 22 kwietnia 1983 roku. Jednakże egzekucja Johna Evansa trwała zbyt długo i zaliczona została do tzw. spartaczonych (botched) egzekucji. Pierwsze dwie próby zakończyły się niepowodzeniem i skazaniec przeżył. Jego prawnik skontaktował się z gubernatorem George’em Wallace’em prosił o ułaskawienie skazanego argumentując, że trzykrotna egzekucja jest karą okrutną i wymyślną. Wallace odrzucił prośbę i Evans zmarł po trzeciej próbie. Wywołało to falę kontrowersji i ogólnonarodowej dyskusji o krześle elektrycznym. Alabama jednak dalej je utrzymywała
- Dopiero w roku 2002 gubernator Don Siegelman podpisał prawo o wprowadzeniu zastrzyku trucizny jako alternatywnej metody (krzesło utrzymano jako drugą możliwość wyboru)
- Ostatnią osobą straconą na krześle (i bez prawa wyboru) była Lynda Lyon 10 maja 2002. Była też pierwszą kobietą straconą w Alabamie od roku 1957
- Pierwszą osobą straconą za pomocą zastrzyku był Anthony Keith Johnson 12 grudnia 2002
- Niektóre egzekucje wywoływały wiele kontrowersji, jak stracenie Briana K. Baldwina, co do którego winy istniały poważne wątpliwości
- Po przywróceniu KŚ wykonano 79 wyroków śmierci. 2 za rządów gubernatora Wallace’a, 8 za rządów gubernatora Harolda Guya Hunta, żadnej za rządów gubernatora Jima Folsoma juniora, 7 za rządów gubernatora Foba Jamesa, 8 za rządów gubernatora Dona Siegelmana, 25 za rządów gubernatora Boba Rileya, 8 za rządów gubernatora Roberta Bentleya oraz 21 pod rządami obecnej gubernator Kay Ivey.
- 5 sierpnia 2004 stracono Jamesa Hubbarda, który miał już 74 lata a stan jego zdrowia był nie najlepszy. Hubbard był najstarszą osobą straconą w USA od lat 40. XX wieku. Potem rekord ten pobito, gdy straceni zostali Clarence Ray Allen (76 lat) i John B. Nixon (77 lat}
- 19 kwietnia 2018 roku stracono 83-letniego Waltera Leroya Moody'ego, skazanego na karę śmierci za zamordowanie 58-letniego Roberta Smitha Vance'a, sędziego Federalnego Sądu Apelacyjnego w dniu 16 grudnia 1989 roku w mieście Mountain Brook. Moody wysłał do domu sędziego paczkę zawierającą wykonaną przez niego domowej roboty bombę rurową, która po otwarciu w kuchni eksplodowała zabijając na miejscu sędziego i ciężko raniąc jego żonę. Tym samym 83-letni Walter Leroy Moody został najstarszym skazańcem w Stanach Zjednoczonych, na którym wykonano karę śmierci od przywrócenia najwyższego wymiaru kary w tym kraju w 1976 roku przez Sąd Najwyższy Stanów Zjednoczonych[1].
- Ostatnia egzekucja miała miejsce 6 lutego 2025 roku. Stracono wtedy 52-letniego Demetriusa Fraziera, skazanego na karę śmierci za zgwałcenie i zastrzelenie 40-letniej Pauline Brown w 1991 roku w jej mieszkaniu w Birmingham[2].